# 코스모스 186호와 코스모스 188호
코스모스 186호(러시아어: Космос-186)와 코스모스 188호(러시아어: Космос-188)는 소련의 우주 프로그램인 소유즈 계획의 일환으로 비행과 도킹 실험이 실시된 무인 우주선이다.

## 임무
1967년 유인비행으로 기획됐던 소유즈 1호와 아폴로 1호의 탑승객이 목숨을 잃는 참사가 발생하자, 이어지는 도킹 시험에서는 무인 비행으로 우선 진행한다는 결정이 내려졌다. 그러나 소련은 자국 영토 외부에는 지상국을 두고 있지 않았던 관계로 우주선의 도킹이 완전히 자동화되어야 했다.
코스모스 186호는 1967년 10월 27일 09:29:59 (GMT), 바이코누르 우주 기지의 31/6번 발사대에서 소유즈 11A511 s/n U15000-05 로켓 추진체에 실려 예정 임무에 나섰다. 코스모스 186호는 지구 저궤도에 도달하였으며 근지점은 172km, 원지점은 212km, 경사각은 51.7°, 공전주기는 88.7분을 기록하였다. 질량은 6,000kg에 달했다.

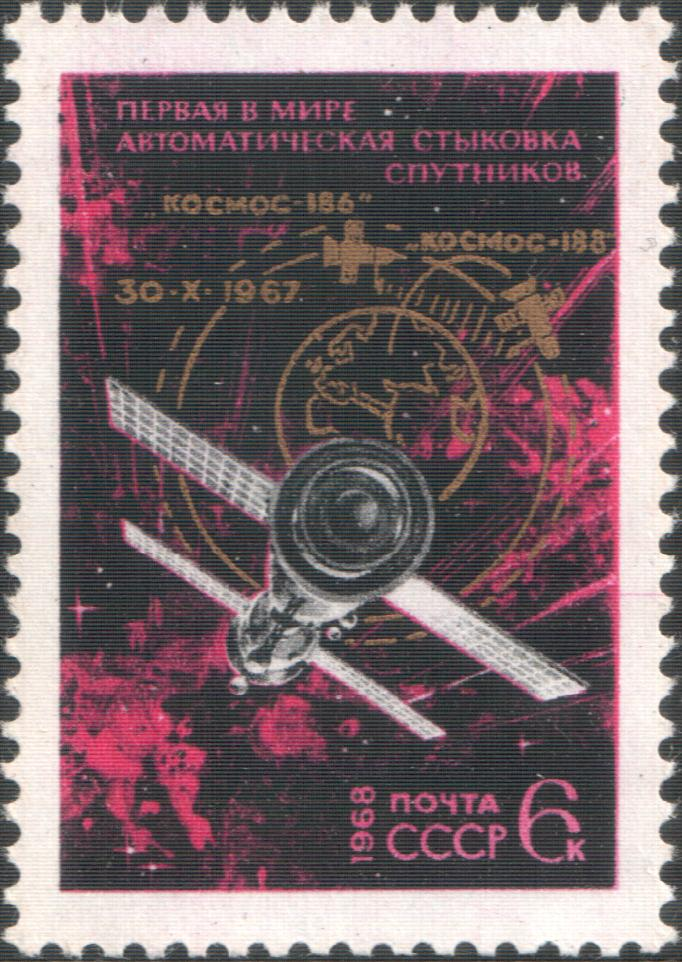
1968년 최초의 우주선 자동 도킹을 기념하는 소련 우표

코스모스 188호는 그로부터 사흘 뒤인 1967년 10월 30일 08:12:41 (GMT), 바이코누르 우주 기지의 1/5번 발사대에서 소유즈 11A511 s/n N15000-07 로켓 추진체에 실려 예정 임무에 나섰다. 코스모스 188호도 지구 저궤도에 도달하였으며 근지점은 180km, 원지점은 247km, 경사각 51.7°, 공전주기 89.0분을 기록하였다. 질량은 6,000kg에 달했다.
1967년 10월 30일, 코스모스 186호와 188호는 우주 탐사 역사상 처음으로 완전 자동화된 우주 도킹에 성공하였다. 코스모스 186호에 탑재된 IGLA 시스템은 상호탐색, 접근, 계류, 도킹 등을 자동으로 수행했다. 코스모스 186호의 적극적인 기능으로 코스모스 188호가 발사된 지 불과 62분 만에 도킹에 성공하였다. 전기 연결은 이루어지지 않고 기계적으로만 도킹된 두 우주선은 3시간 30분 동안의 공동 비행 후 지상에서 보낸 분리 명령을 수행하고, 서로 떨어진 뒤에는 계속해서 지구 궤도를 돌았다.
이후 코스모스 186호는 1967년 10월 2일, 코스모스 188호는 1967년 11월 2일 대기권에 진입하여 소련 영토 내에 착륙했다는 것이 소련 측의 공식 기록이다. 그러나 보리스 체르토크의 연구에 따르면, 코스모스 186호는 무사히 회수되었지만, 코스모스 188호는 비상 자폭장치 시스템이 가동되어 폭파되는 바람에 회수가 불가능했다고 전해진다.

## 평가
두 우주선의 도킹은 완벽하지는 못했다. 첫 번째 도킹 시도는 900m 거리에서 이루어졌으나 실패로 돌아갔고, 두번째 도킹 시도는 남대서양 상공에서 이루어져 성공하였으나 완벽한 성공에는 이르지 못했다. 모듈끼리 기계적으로는 도킹되었으나 전기 시설까지 도킹되지는 못했으며, 도킹 과정에서 예상보다 더 많은 연료가 소요되었던 것이다.
그러나 코스모스 186호와 188호는 소형 부품을 발사한 뒤 우주에서 조립하는 것이 가능하다는 것을 입증했으며, 우주 정거장과 같은 대규모 구축 계획을 위해 추진체까지 클 필요는 없다는 것을 보여주었다는 점에서 높이 평가받는다.
자동 도킹 임무는 추후 소련의 유인 우주 비행 프로그램에서도 소중한 경험으로 남게 되었다. 비록 실행에는 이르지 못했지만 소련의 달 착륙 계획에 큰 도움이 되었으며, 살류트 계획과 미르 우주 정거장 계획의 필수 요소이자, 오늘날 국제 우주 정거장의 러시아 모듈에서도 실제로 사용되고 있는 기술로 남아 있다.